# Јакшић
Јакшић је српско презиме. Оно се може односити на следеће људе:
- Владимир Јакшић (1824–1899), српски метеоролог
- Гргур Јакшић (1871–1955), српски историчар
- Данило Јакшић (1715–1771), српски православни епископ
- Душан Јакшић (1927–2009), српски позоришни и филмски глумац
- Ђура Јакшић (1832–1878), српски сликар, песник, приповедач и драмски писац
- Емилија Јакшић (1924–1949), учесница Народноослободилачка борба
- Зоран Јакшић (1960– ), српски научник, писац научне фантастике и преводилац
- Иво Јакшић (1912–1983), југословенски и српски глумац
- Јаков Јакшић (1774–1848), српски трговец
- Јован Јакшић, српски великаш, син Дмитра
- Јована Јакшић (1983– ), српска тенисерка
- Јово Јакшић (1893–1971), српски политичар
- Марија Јакшић (1978– ), српска глумица и водитељка
- Милета Јакшић (1863–1935), српски песник
- Милован Јакшић (1909–1953), голман фудбалске репрезентације краљевине Југославије
- Никола Јакшић (1997– ), српски ватерполиста
- Павле Јакшић (1913–2005), генерал-пуковник ЈНА
- Саша Јакшић (1964– ), српски продуцент, текстописац, композитор и бас гитариста
- Стеван Јакшић (1912–1972), југословенски боксер и физиотерапеут